# Deroceras reticulatum
Deroceras reticulatum, tên tiếng Anh là gray field slug, là một loài ốc sên nhỏ, là động vật thân mềm chân bụng có lõa ở lòng đất trong họ Agriolimacidae. Loài này là một loại sâu bọ nông nghiệp quan trọng.

## Phân bố
Các loài ốc sên này thường xuất hiện ở những quốc gia và đảo bao gồm:
- Anh
- Ireland
- Úc
- Bulgaria
- Cộng Hòa Czech[4]
- Netherlands[5]
- Ba Lan
- Slovakia
- Thụy Điển
- Latvia
- Ukraine[6]

Loài này cũng được giới thiệu rộng rãi như là một synanthrope đến nhiều vùng miền:
- Bắc Mỹ, Một phần phía Bắc Michigan và phía Nam Michigan.
- Colombia[7]
- Peru
- Argentina[8]
- Saint Helena[9]
- Tasmania
- New Zealand
- Trung tâm Châu Á